# (144386) Emmabirath
(144386) Emmabirath est un astéroïde de la ceinture principale.

## Description
(144386) Emmabirath est un astéroïde de la ceinture principale. Il fut découvert le 27 février 2004 à Kitt Peak par Marc William Buie. Il présente une orbite caractérisée par un demi-grand axe de 2,27 UA, une excentricité de 0,17 et une inclinaison de 1,1° par rapport à l'écliptique.